# Hulub (okręg Botoszany)
Hulub – wieś w Rumunii, w okręgu Botoszany, w gminie Dângeni. W 2011 roku liczyła 554 mieszkańców.